# Walter Püttner
Walter Püttner (auch: Walther, * 9. Oktober 1871 in Leipzig; † 10. Februar 1953 auf Schloss Maxlrain bei Bad Aibling) war ein deutscher Maler, Illustrator und Grafiker.

## Leben
Püttner war Sohn des Architekten und Landschaftszeichners Richard Püttner, bei welchem er seinen ersten Malunterricht bekam. Danach ging er zur weiteren Ausbildung an die Akademie der bildenden Künste nach München zu Ludwig Herterich, Ludwig Löfftz und Paul Hoecker. Künstlerisch angeregt wurde er von Wilhelm Trübner. Mit Hoecker und Fritz Erler bildete er eine lose Ausstellungsgruppe (Gruppe G), die 1899 erfolgreich an der Jahresschau der Münchner Künstlervereinigung teilnahm. Er war Gründungsmitglied der Künstlervereinigung Die Scholle und der Münchener Neuen Secession, bei der er mit Max Feldbauer auch im Vorstand tätig war. Püttner zudem Mitglied im Deutschen Künstlerbund.
1900 war er Preisträger eines Preisausschreibens von Ludwig Stollwerck um Entwürfe für ein Stollwerck-Sammelalbum. Weitere Preisträger waren Fritz Helmuth Ehmcke aus Berlin, Ernst Neumann aus München, Adolf Höfer aus München, Maximilian Liebenwein aus Burghausen und Karl Hölle aus Hamburg. Die Preisrichter waren Emil Doepler d. J., Woldemar Friedrich, Bruno Schmitz und Franz Skarbina aus Berlin sowie ein Teilhaber der Firma Stollwerck.
Nach seiner Ausbildung 1897 arbeitete Püttner unter anderem als Illustrator für die Wochenzeitschrift Die Jugend. Er lehrte von 1917 bis 1920 an der Damenakademie des Münchner Künstlerinnenvereins (Kopf- und Aktmalen, Kopf- und Aktzeichnen, Komposition) und wurde mit dem Titel Professor ausgezeichnet. An der Damenakademie lernte er seine spätere Ehefrau, die Malerin Pauline Eigner (1872–1960), kennen. Nach Ende des Zweiten Weltkriegs wirkte er vor allem in Maxlrain als freischaffender Künstler.
Motive seiner Malerei waren Stadtansichten, Porträts (auch Selbstbildnisse), Stillleben und Interieurs. Charakteristisch für seine Arbeiten ist die Grundharmonie der Komposition. Daher wurde er von befreundeten Künstlern als „Mathematiker der Malerei“ bezeichnet. Er gehörte zu den Wegbereitern der Moderne, mit der Entstehung des Blauen Reiters ließ sein Erfolg jedoch nach und er geriet aufgrund seiner einfachen Ausdrucksform und motivischen Beschränktheit fast in Vergessenheit.

## Werke (Auswahl)

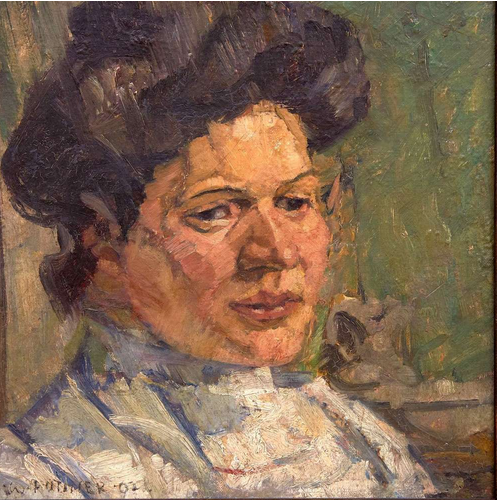
Dame vor grünem Hintergrund (1907)

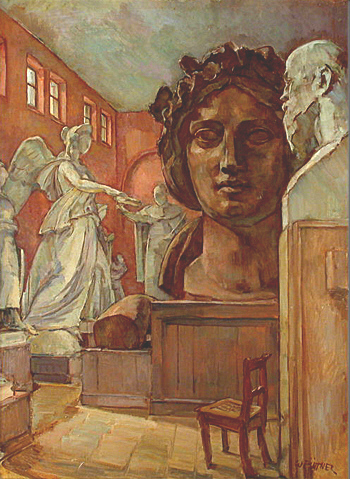
Von Miller’sche Eisengießerei (mit Kopf der Bavaria) (spätestens 1931)

- Bayerische Staatsgemäldesammlungen – Neue Pinakothek München[6]
  - Soldaten, 1906, Öl auf Leinwand, 127 × 140 cm
  - Selbstbildnis, 1932, Öl auf Leinwand, 48 × 42,5 cm
  - Stillleben, um 1936, Öl auf Leinwand, 48,6 × 65,5 cm
- Institut Mathildenhöhe Darmstadt[7]
  - Die Schneiderstube, 1908, 197 × 124 cm
- Kunsthalle Bremen[7]
  - Morgensonne, 1903, Leinwand, 136 × 107 cm
  - In der Schenke, 1906, Leinwand, 62 × 72 cm
- Museum Wiesbaden[7]
  - Blondes Mädchen, Leinwand, 45,5 × 56 cm
- Staatliche Graphische Sammlung München[8]
- Städtische Galerie im Lenbachhaus[9]
  - Selbstbildnis, Öl auf Leinwand, 62 cm × 49 cm
  - Mühle, Kohlezeichnung mit Kreide, 45,5 cm × 62 cm
- Von der Heydt-Museum[7]
  - Feierabend, 1906, Leinwand, 65 × 50 cm
  - Zur Faschingszeit, 1911, Leinwand, 59 × 80 cm

- Freskoarbeiten im Schwurgerichtssaal des Münchner Justizpalastes, zusammen mit Adolf Münzer und Angelo Jank[2]